# راتسواویتسه
راتسواویتسه (به لهستانی:  Racławice) یک روستا در لهستان است که در گمینا راتسواویتسه واقع شده‌است.